# Tostig
Tostig Godwinson o simplement Tostig (c. 1026 -25 de setembre 1066) fou un comte anglosaxó de Northúmbria, 
germà del rei Harold II d'Anglaterra.

## Orígens familiars
Tostig era el tercer fill del poderós noble anglosaxó Godwin, comte de Wessex i Gytha Thorkelsdóttir, la filla del cabdill danès Thorgil Sprakling. El 1051 es va casar amb Judit de Flandes, filla única de Balduí IV de Flandes amb la seva segona esposa, Elionor de Normandia. Segons el Domesday, els seus dominis s'estenien sobre vint-i-sis poblacions en la regió de Cúmbria, en el nord-oest d'Anglaterra.

## Comte de Northúmbria
El setembre del 1051, Godwin i els seus fills foren desterrats d'Anglaterra pel rei Eduard el Confessor. Tostig, juntament amb els seus pares Godwin i Gytha i els seus germans Sweyn i Gyrth, van buscar refugi al Comtat de Flandes. Allí van reunir un exèrcit i van retornar a Anglaterra l'any següent, obtenint suport d'altres nobles i obligant al rei Eduard a restaurar el seu poder. Tres anys més tard, el 1055, Tostig esdevenia el Comte de Northúmbria succeint el Comte Siward.
Tostig va governar Northúmbria amb dificultats perquè mai va ser benvolgut per la classe governant de la regió, una barreja d'invasors danesos i Anglosaxons supervivents a la invasió vikinga. Tostig va tenir una política de ma dura contra els que es resistien al seu govern, inclòs l'assassinat de diversos membres de famílies poderoses a Northúmbria.
Tostig visitava molt poc la cort del rei Eduard i mostrava també una manca de lideratge per castigar les ràtzies dels scots, ja que el rei d'aquests era un amic personal seu. La seva escassa popularitat feia difícil d'organitzar lleves locals, així que Tostig va recórrer a una força de mercenaris danesos (huscarls com la seva tropa principal, una política cara i de poca acceptació (els seus cabdills huscarls foren més tard assassinats pels rebels). A més, Tostig era del sud d'Anglaterra, una cultura clarament diferent de la del nord, on no hi havia hagut cap comte del sud durant molt temps.
El 1063 la popularitat de Tostig va tocar fons. Molts dels habitants de Northúmbria eren danesos, que havien gaudit d'uns impostos menors que en altres parts d'Anglaterra. Tot i així, les guerres a Gal·les havien sigut cares i s'havien de pagar. Tostig havia tingut un paper destacat en aquestes guerres, atacant pel nord mentre el seu germà Harold Godwinson ho feia des del sud.

## Deposició en mans de Harold
El 3 d'octubre de 1065, el thegns de York i la resta de Yorkshire van ocupar la ciutat. Van matar els homes de Tostig i el van declarar fora de la llei per les seves accions il·legítimes. En el seu lloc van proclamar Morcar, el germà més jove d'Edwin, comte de Mèrcia. Els rebels es van dirigir cap al sud per exposar el seu cas davant el rei Eduard i a Northampton s'ajuntaren amb el comte Edwin i les seves forces. Allà es van reunir amb Harold, qui hi havia estat enviat pel rei per negociar amb ells.
Harold, per llavors la mà dreta del rei, es va adonar que probablement Tostig no seria capaç de retenir Northúmbria, i quan va retornar a Oxford per assistir al consell reial del 28 d'octubre, ja havia pres una decisió.

## Exili i rebel·lió
Harold Godwinson va persuadir el rei Eduard el Confessor que accedís a les demandes dels rebels. Tostig fou desterrat poc després, possiblement a principis de novembre. Però Tostig no va acceptar les ordres reials, originant el fatal enfrontament entre els dos Godwinson. Davant del rei i el seu consell, Tostig va acusar públicament Harold de fomentar la rebel·lió. Per la seva banda, Harold era delerós de mantenir la unitat d'Anglaterra davant la greu amenaça de Guillem de Normandia, qui obertament havia declarat la seva intenció de prendre el tron anglès. És probable que Harold volgués exiliar el seu germà per assegurar la pau i lleialtat del nord. Tostig, tanmateix, va quedar ressentit i va planejar la seva venjança.
Amb la seva família i alguns thegns lleials, Tostig es va refugiar a la cort del seu cunyat Balduí de Flandes. Des d'allí fins i tot va intentar formar una aliança amb Guillem, per conquerir Anglaterra. Balduí li va proporcionar una flota i Tostig va desembarcar a l'Illa de Wight el maig de 1066, on va recollir diners i provisions. Va assaltar la costa anglesa arribant fins a Sandwich però allà va ser forçat a retrocedir quan Harold, ja rei, va reunir les seves forces terrestres i navals. Tostig va seguir més al nord i després d'un infructuós intent d'aconseguir el suport del seu germà Gyrth, va assaltar Norfolk i Lincolnshire. Després fou derrotat severament pels comtes Edwin i Morcar i va haver de fugir buscant la protecció de Malcolm III d'Escòcia, amb qui va passar l'estiu del 1066.
El seu següent moviment va ser contactar amb el rei Harald III de Noruega, a qui va persuadir per envair Anglaterra. Harald, qui tot just havia conclòs una llarga guerra amb Dinamarca, va accedir i va reunir un exèrcit per prendre el tron d'Anglaterra. Amb el seu suport, Tostig va navegar pel Humber i va vèncer Morcar i Edwin a la batalla de Fulford.

## Batalla de Stamford Bridge
Harald va envair York, va prendre ostatges i es va dirigir cap a Stamford Bridge, proper a York, un lloc molt ben comunicat, on volia reunir les seves tropes i provisions. El rei Harold Godwinson va marxar al nord a tota presa, amb un exèrcit reunit a Londres i, el 25 de setembre de 1066 va sorprendre el seu germà Tostig i aproximadament 6.000 dels seus homes, que esperaven subministraments. Gran part dels noruecs i mercenaris flamencs que havia contractat Tostig no duien armadura, ja que el dia era molt calorós i no esperaven cap mena de resistència. La resta de les tropes havien quedat guardant la flota, varada força lluny, a Riccall. Davant l'inesperat atac anglès, Tostig i la majoria dels seus homes perderen la vida.

## Fets posteriors
Després que la seva mort a Stamford Bridge, es creu que el seu cos va ser portat a França i posteriorment enterrat a la Catedral de York. Els seus dos fills es van refugiar a Noruega, mentre la seva muller Judit es va casar de nou amb el Duc Güelf I de Baviera. Harold, victoriós però encara esgotat, cauria derrotat a les mans dels normands a la batalla de Hastings dinou dies més tard.
Els seus dos fills amb Judit foren:
- Skuli Tostisson Kongsfostre (Nascut el 1052).
- Ketil Tostisson (Nascut el 1054).

## Altres fonts
- DeVries, Kelly (2003) La Invasió noruega d'Anglaterra dins 1066 (Boydell & Brewer Ltd) ISBN 9781843830276
- Clarke, Peter A. The English nobility under Edward the Confessor.  Oxford: Clarendon, 1994.Oxford: Clarendon. ISBN 9780198204428
- Barlow, Frank. Edward the Confessor.  Berkeley / London: University of California Press / Eyre and Spottiswoode, 1970.Berkeley / London: Universitat de Premsa de Califòrnia / Eyre i Spottiswoode.